# 猫村ゆき
猫村 ゆき（ねこむら ゆき）は日本の女性声優。主にアダルトゲームに声をあてている。

## 出演作品
太字は主役・メインキャラクター

### アダルトゲーム
2015年
- 相州戦神館學園 万仙陣（アナウンサー、女子生徒A）

2016年
- 千の刃濤、桃花染の皇姫（鴇田 奏海）
- 空のつくりかた（ノア＝クリケット）
- 初恋サンカイメ（氷上 ゆりの）

2017年
- ゆらめく心に満ちた世界で、君の夢と欲望は叶うか（伏見 巴）
- 金色ラブリッチェ（シルヴィア・ル・クルスクラウン・ソルティレージュ・シスア）

2018年
- 虚空のバロック（古雅 幸）
- ロスト・エコーズ（悠樹 晶穂）
- 雲上のフェアリーテイル（シモーネ・バドゥアヴェーラ）
- キュリオディーラー（リナリア・ヴィーナ）
- 宿星のガールフレンド（佐竹 鹿子）
- 僕と彼女のご奉仕同棲（鹿島 詩乃）
- 乙女が結ぶ月夜の煌めき（藤咲 渚）
- 宿星のガールフレンド2（佐竹 鹿子）

2019年
- love clear -ラブクリア-（天乃 ひまり）
- さくら、もゆ。-as the Night's, Reincarnation-（杏藤 千和）
- 金色ラブリッチェ -Golden Time-（シルヴィア・ル・クルスクラウン・ソルティレージュ・シスア）
- はぴねす!2 Sakura Celebration（一条 瑞月）
- 乙女騎士♥いますぐ私を抱きしめて（雪代 ちとせ）
- 恋嵐スピリッチュ（九鬼 瑞穂）
- Eスクールライフ（烏丸 裕香）
- 乙女が結ぶ月夜の煌めき Fullmoon Days（藤咲 渚）
- 宿星のガールフレンド3（佐竹 鹿子）
- 千の刃濤、桃花染の皇姫 -花あかり-（鴇田 奏海）

2020年
- 推しのラブより恋のラブ（速星 あくる）
- はぴねす!2 りらっくす（一条 瑞月）
- 宿星のガールフレンド芙慈子編（佐竹 鹿子）
- まおかつ! -魔王と勇者のアイドル生活-（カレン・アオイ）
- ガールズ・ブック・メイカー -グリムと三人のお姫さま- 3（シンデレラ）
- 恋愛×ロワイアル（鬼灯 育代）

2021年
- ガラス姫と鏡の従者 (城釜 奈緒美)
- 同級生リメイク （田中 美沙）
- 我が姫君に栄冠を（ストーリア・ゼン）
- ユキイロサイン（勿来 美玖）
- 恋愛×ロワイアル 乃々香＆蓮菜＆由奈 ミニアフターストーリー（鬼灯 育代）
- 恋愛×ロワイアル まり＆汐音＆蒼 ミニアフターストーリー（鬼灯 育代）
- 推しのラブより恋のラブ 〜ラブ・オア・ダイ〜（速星 あくる）
- D.C.4 Plus Harmony 〜ダ・カーポ4〜 プラスハーモニー
- ふゆから、くるる。（霜雪 しほん）
- 俺の恋天使がポンコツすぎてコワ～い。（西篠 琳果）
- けもの道☆ガーリッシュスクエア（兎月 白雪）

2022年
- けもの道☆ガーリッシュスクエア LOVE+PLUS（兎月 白雪）
- 元社畜のオレが美少女JKに拾われて甘々癒されエロ同棲生活（朝倉 まどか）

2023年
- けもの道☆ガーリッシュスクエア2（兎月 白雪）
- ユズリハの詩 -異能力組織犯罪対策部 特殊機動隊 第二課- （葛葉 神楽）

2024年
- 同級生2リメイク (田中 美沙)

### ゲーム
- love clear -ラブクリア-（天乃 ひまり）
- Eスクールライフ（烏丸 裕香）
- 金色ラブリッチェ（シルヴィア・ル・クルスクラウン・ソルティレージュ・シスア）
- 金色ラブリッチェ -Golden Time-（シルヴィア・ル・クルスクラウン・ソルティレージュ・シスア）
- ガラス姫と鏡の従者（城釜 奈緒美、ナオミ・キャッスルダイン）
- はぴねす! Sakura Celebration（一条 瑞月）
- 推しのラブより恋のラブ+ラブ・オア・ダイ（速星 あくる）
- さくら、もゆ。 -as the Night's, Reincarnation-（杏藤 千和）
- ふゆから、くるる。（霜雪 しほん）
- 同級生リメイクCSver（田中 美沙）[32]
- けもの道☆ガーリッシュスクエア（兎月 白雪）

### オンラインゲーム
- ふるーつふるきゅーと！R (スピノサスモモ、ルクマ)
- UNITIA 神託の使徒×終焉の女神（クゥエル）
- あいりすミスティリア!〜少女のつむぐ夢の秘跡〜（プリシラ・マルツェル・ド・パルヴィン[33]）
- Lost Noah（マルーシャ[34]）
- ティンクルスターナイツ（フェニエル[35]、クーシェン）

### 音声作品
- ふたごのおしごと～JKリフレで裏オプはいりま～す!～【バイノーラル】（2018年、はるな）
- ダキカノ Kiss kiss4（2021年、七瀬梨子）
- 【耳かき/擬似アニマルセラピー/森林浴】「あいりすミスティリア!」ASMR プリシラと過ごす2人だけの時間～冥王さん癒し大作戦っ～（2021年、プリシラ・マルツェル・ド・パルヴィン）
- 【耳かき・歯磨き・オノマトペ】癒し処 竜宮～乙姫アオとまったり過ごす癒しの一日～【KU100/3時間】（2022年、アオ）

### インターネットラジオ
- ういんどみるRadio 初恋サンカイメ[36]（2016年ー2017年、youtube）
- AXLラジオ「キュリオディーラー」ラージャスタン放送局！ 第5回（2018年、音泉）ゲスト
- 電脳妄想開発室 第455・484・680回（2018年ー）ゲストパーソナリティー
- Radioうーぶり屋[37] 第35回 さくら、もゆ。発売スペシャル（2019年）ゲスト
- 藤咲ウサと猫村ゆきのあいミスRADIO！[38]（2019年ー、youtube）
- 『推しのラブより恋のラブ』Presents　押してダメならもっと推せ！Radio、生Radio[39]（2020年ー、youtube）
- 同級生リメイク生放送[40]（2020年ー2021年、youtube）※奇数回＆スペシャル回パーソナリティー
- シルプラ生放送[41] 第125・131・141・148回（2021年ー、youtube）ゲスト

## ディスコグラフィ

### キャラクターソング
| 発売日  | タイトル                                                                                                  | キャラ                                       | 楽曲                 | 備考                                                       |
| 2021年  | 2021年 | 2021年                                       | 2021年               | 2021年                                                     |
| ------- | --- | -------------------------------------------- | -------------------- | ---------------------------------------------------------- |
| 7月30日 | 『Step by Step』推しのラブより恋のラブ～ラブ・オア・ダイ～EDテーマ曲                                      | 速星あくる（猫村ゆき）、古館恋（北大路ゆき） | 「Step by Step」     | PCゲーム『推しのラブより恋のラブ～ラブ・オア・ダイ～』ED曲 |
| 2023年  | |                                              |                      |                                                            |
| 2月24日 | けもの道☆ガーリッシュスクエア キャラクターイメージソングVol.3「シンデレラRabbit/兎月白雪（CV.猫村ゆき）」 | 兎月白雪（猫村ゆき）                         | 「シンデレラRabbit」 | PCゲーム『けもの道☆ガーリッシュスクエア2』関連曲           |